# Varietease
Varietease è un documentario del 1954 diretto da Irving Klaw.